# 塑化劑

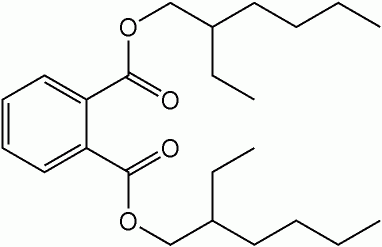
鄰苯二甲酸二(2-乙基己基)酯, DEHP是一種常見的塑化劑

塑化劑（英語：Plasticizer)，或稱增塑劑、可塑劑，是一種增加材料的柔軟性或使材料液化的添加劑。其添加對象包含了塑膠（塑膠添加劑）、混凝土、乾壁材料、水泥、胶粘剂與石膏等等，種類多達百餘種。同一種塑化劑常常使用在不同的對象上，但其效果往往並不相同。據統計2017年全世界的塑化劑市場由2012年705万吨增长至753萬噸，预计2022年前年增3%。其中，使用最普遍的是鄰苯二甲酸酯類化合物，达到总消费量的65%；按地域计算，亚洲以423万吨占比过半。

## 簡介
塑膠添加塑化劑依據使用的功能、環境不同，製造成擁有各種韌性的軟硬度、光澤的成品，其中愈軟的塑膠成品所需添加的塑化劑愈多。一般常使用的保鮮膜，一種是無添加劑的PE（聚乙烯）材料，但其黏性較差；另一種廣被使用的是PVC（聚氯乙烯）保鮮膜，有大量的塑化劑，以讓PVC材質變得柔軟且增加黏度，但是不適合生鮮食品的包裝。
混凝土使用塑化劑（減水劑），可以增加混合物的工作性方便施工不易產生蜂窩（裂縫、破裂），從而可減少含水比例，增加強度。在乾壁材料中加入塑化劑可以增加混合物的液化程度，如此便不用添加太多水分，可減少乾燥牆版所需的工夫。

## 塑化劑優點
由於PVC本身是硬質的物料，添加塑化劑後，可使得塑膠成品具有柔軟、易於彎曲、摺疊、彈性佳的性質而易於塑形，也因此黏性較PE保鮮膜為佳。此外，經常使用之香水、指甲油等化粧品，則以鄰苯二甲酸酯類作為定香劑，以保持香料氣味，或使指甲油薄膜更光滑。

## 塑化劑缺點
- 保鮮膜由於添加了大量的塑化劑，並非以化學鍵鍵結於聚合物中，所以容易受到外在環境因素如溫度、使用時間、pH值的影響而釋放到環境中。即使與食物接觸時並未加熱，塑化劑就有機會滲出到食物中，尤其當接觸的食物是表面具非極性油脂的魚肉時更易「溶」出塑化劑[4]。
- 塑膠製品中的塑化劑釋放至環境中所含濃度並不高，但在自然界分解機制所需時間可能長達數年，再經由食物鏈濃縮，人體無意間所攝入的塑化劑濃度，就比環境中的濃度還要高很多倍。曾有陽明大學研究學者指出，抽樣調查60個人的尿液中就有90%的人檢驗出這些塑化劑的代謝物。
- PVC（聚氯乙烯）保鮮膜使用後通常是直接丟棄，進入焚化廠後若焚燒溫度不够則易產生所謂世紀之毒「二噁英」（Dioxin），只要一點點，就足以對吸入的人造成各式各樣的文明病，如心臟病、糖尿病、過敏、不孕、癌症等[4]。
- DEHP鄰苯二甲酸酯類塑化劑被歸類為疑似環境荷爾蒙，其生物毒性主要屬雌激素與抗雄激素活性，會造成內分泌失調，阻害生物體生殖機能，包括生殖率降低、流產、天生缺陷、異常的精子數、睪丸損害，還會引發惡性腫瘤或造成畸形兒[4]。
- 由於塑化劑是多數塑膠產品的成分，因此塑化劑問題不只是非法添加於食品的而已。而臺灣由室內到河川的許多環境及人體內的塑化劑是全球最高。[6]
- 將塑化劑加入食品原料可以減少成本、但對人體有害。不過這種黑心原料很容易被察覺，食品容器本來就會溶出數量級為ppb的塑化劑，而這溶出量已經被認為是有害，因此食品企業也會想到要檢測塑化劑溶出；而使用黑心原料食品的塑化劑含量是更高的ppm等級，只要有認真檢驗（尤其是成品抽檢）食品容器溶出的極微量塑化劑，就可以發覺更高量的塑化劑被摻入食品原料。台灣統一企業雖於2009年就在其消費者承諾中宣稱除了檢驗包裝材料溶出污染外，更涵蓋了法令尚未規範的塑化劑[7]，但仍未能避開2011年的食品添加物-起雲劑添加DEHP塑化劑事件。
- 國家實驗室化工技士，環保標章商品塑化劑檢驗主辦李政達投書自由時報表示，塑化劑添加在塑膠產品內，會滲出後流入人體，尤其是彩色雨鞋更是含有大量塑化劑，許多商品及食品內的塑化劑極微量、一般機器無法感應，但仍會傷害身體。[8]
- 前台灣省家畜衛生試驗所所長劉培柏投書自由時報表示，幾年前日本京都大學學者研究發現，有些人用或動物用疫苗製造業者偷用DEHP的佐劑，效能頗佳、價格便宜。這些學者發現DEHP會造成動物肝臟的病變，及部分動物出現特異性的皮膚炎；這代表DEHP有必要成為疫苗抽檢的常規檢驗項目。[9]
- 2011年臺灣塑化劑事件之起因在於不肖廠商將食品添加物起雲劑其中的棕櫚油成份，改以價格更為低廉，保存期限更長，但卻會對人體造成致癌及生殖系統異變的工業原料塑化劑取代，因此塑化劑有被不肖廠商用來取代任何一種食用油品的可能。

## 塑化劑的分類

### 鄰苯二甲酸酯類塑化劑
鄰苯二甲酸酯是最普遍使用的塑化劑，是由二羧酸鄰苯二甲酸及醇類所形成的酯類，有良好的防水性及防油性。這類的塑化劑並非食品或食品添加物，且具有毒性。常見的鄰苯二甲酸酯類塑化劑如下：
- 鄰苯二甲酸二(2-乙基己基)酯（DEHP）
- 鄰苯二甲酸二異壬酯（DINP）
- 鄰苯二甲酸二丁酯（DnBP, DBP）
- 邻苯二甲酸丁苄酯（BBzP, BBP）
- 鄰苯二甲酸二異癸酯（DIDP）
- 鄰苯二甲酸二正辛酯（DOP, DnOP）
- 鄰苯二甲酸二異辛酯（DIOP、Diisooctyl phthalate）
- 鄰苯二甲酸二乙酯（DEP）
- 鄰苯二甲酸二異丁酯（DIBP）
- 鄰苯二甲酸二正已酯（DnHP、Di-n-hexyl phthalate）

以下列出鄰苯二甲酸酯的致癌性及生殖毒性比較，致癌性部份以國際癌症研究機構（IARC）的分類為主。
| 塑化劑 | 用途                                       | 致癌性[12][13]             | 生殖毒性    | 內分泌 干擾物質 （環境荷爾蒙） |
| ------ | ------------------------------------------ | -------------------------- | ----------- | ------------------------------ |
| DEHP   | 食品包裝 醫療器材 建築材料 塑化劑          | 動物:有 2B[13] 3類[12]     | 動物:有 是  |                                |
| DINP   | 鞋底 建築材料 塑化劑                       | 動物:有 未列入致癌物分類中 | 動物:不明顯 | 不是                           |
| DNOP   | 地板膠 聚乙烯磁磚 帆布 塑化劑              | 未列入致癌物分類中         | 動物:不明顯 | 不是                           |
| DIDP   | 電纜線 膠鞋 地毯黏膠 橡膠襯墊              | 未列入致癌物分類中         | 動物:不明顯 | 不是                           |
| DIBP   | 油漆 紙漿 紙板 接著劑 塑化劑 黏度調整劑    | 未列入致癌物分類中         | 動物:不明顯 | 不是                           |
| DBP    | 食品包裝 乳膠黏合劑 溶劑                   | 未列入致癌物分類中         | 動物:有     | 是                             |
| BBP    | 建築材料（含PVC） 人造皮革 汽車內飾 塑化劑 | 動物:有 3類[12]            | 動物:有     | 是                             |
| DEP    | 溶劑 護理用品 油墨                         | 未列入致癌物分類中         | 動物:有     | 是                             |
| DMP    | 溶劑 個人衛生用品 護理用品 油墨            | 未列入致癌物分類中         | 動物:不明顯 | 不是                           |
歐洲塑化劑同業工會（ECPI）2000年的新聞稿指出，國際癌症研究中心（IARC）研究證實，DEHP塑化劑對人體不會產生致癌效果，IARC先前根據老鼠實驗，認為DEHP為「可能致癌物」，但IARC進一步最新研究發現，DEHP對老鼠的影響不會發生在人類身上，「這項結論是來自12國的28位專家，上周在法國里昂的一項會議所得出」。

### 環保署毒性化學物質分類
依據行政院環境保護署民國100年7月20日公告列管毒物之分類如列：
| 毒性化學 物質類別 | 第一類 （難分解物質）                                                                   | 第二類 （慢毒性物質）                                                 | 第三類 （急毒性物質）                               | 第四類 （疑似毒化物）                                                         |
| ----------------- | --------------------------------------------------------------------------------------- | --------------------------------------------------------------------- | --------------------------------------------------- | ----------------------------------------------------------------------------- |
| 特性              | 在環境中不易分解或因生 物蓄積、生物濃縮、生物 轉化等作用，致污染環境 或危害人體健康者。 | 有致腫瘤、生育能力 受損、畸胎、遺傳因 子突變或其他慢性疾 病等作用者。 | 化學物質經暴 露，將立即危害 人體健康或生 物生命者。 | 非前三類而有 汙染環境或危 害人體健康之 虞者。                                 |
| 塑化物 名稱       | DEHP DNOP BBP DINP DIDP DEP DIBP DMP DBP                                                | DEHP BBP DIBP DBP                                                     | 暫無                                                | DHNUP DIHP DPP DNHP DCHP DIOP DNP BMPP BMEP BEEP HEHP BBEP DPP DBZP MEHP MNBP |

### 其他羧酸酯類塑化劑
- 二羧酸／三羧酸酯類的塑化劑
  - 偏苯三酸酯（英语：trimellitates）類的塑化劑：用在汽車內裝或其他需耐高溫的場合，毒性相當低。
    - 偏苯三酸三甲酯（Trimethyl trimellitate, TMTM）
    - 偏苯三酸三(2-乙基己基)酯（Tri-(2-ethylhexyl) trimellitate, TEHTM-MG）
    - 偏苯三酸癸基辛基酯（Tri-(n-octyl,n-decyl) trimellitate, ATM）
    - 偏苯三酸壬基己基酯（Tri-(heptyl,nonyl) trimellitate, LTM）
    - 偏苯三酸三辛酯（Tri-(n-octyl) trimellitate, TOTM）

  - 己二酸酯類的塑化劑：用在低溫或需耐紫外線的場合。
    - 己二酸二(2-乙基己基)酯（英语：Bis(2-ethylhexyl) adipate）（DEHA）
    - 己二酸二甲酯（Dimethyl adipate, DMAD）
    - 己二酸单甲酯（Monomethyl adipate, MMAD）
    - 己二酸二辛酯（DOA）

  - 癸二酸酯類的塑化劑
    - 癸二酸二丁酯（DBS）

  - 馬來酸酯類的塑化劑
    - 馬來酸二丁酯（Dibutyl maleate, DBM）
    - 馬來酸二異丁酯（Diisobutyl maleate, DIBM）
- 苯甲酸酯類的塑化劑

### 其他塑化劑
- 環氧植物油
- 磺醯胺類塑化劑
  - N-乙基对甲苯磺酰胺（N-ethyl toluene sulfonamide, o/p ETSA）：鄰位（o）及对位（p）異構物
  - N-(2-羟丙基)苯磺酰胺（N-(2-hydroxypropyl) benzene sulfonamide, HP BSA）
  - N-丁基苯磺酰胺（N-(n-butyl) benzene sulfonamide, BBSA-NBBS）
- 磷酸酯類塑化劑
  - 磷酸三甲苯酯（TCP）
  - 磷酸三丁酯（TCP）
- 二元醇／聚醚類塑化劑
  - Triethylene glycol dihexanoate（3G6, 3GH）
  - Tetraethylene glycol diheptanoate（4G7）
- 聚丁烯類塑化劑

### 較安全的塑化劑
較安全的解塑化劑較容易由生物降解，也比較不容易造成生物的生化反應。舉例如下：
- 乙酰单酸甘油乙酯（Acetylated monoglyceride），可用作食品添加劑。
- 檸檬酸酯（Alkyl citrates），可用作食品包裝、醫療器材、化妝品及玩具。
  - 檸檬酸三乙酯（TEC）
  - 柠檬酸乙酰基三乙酯（Acetyl triethyl citrate, ATEC），其沸點高，擴散量較TEC要小
  - 檸檬酸三丁酯（Tributyl citrate, TBC）
  - 柠檬酸乙酰基三丁酯（英语：Acetyl tributyl citrate）（ATBC），和PVC及含有氯乙烯的共聚树脂相容
  - 柠檬酸三辛酯（Trioctyl citrate, TOC），可用於膠及控释给药的药物
  - 柠檬酸乙酰基三辛酯（Acetyl trioctyl citrate, ATOC），可用於印刷油墨
  - 柠檬酸三己酯（Trihexyl citrate, THC），和PVC相容，可用於控制给药的药物
  - 柠檬酸乙酰基三己酯（Acetyl trihexyl citrate, ATHC）, compatible with PVC
  - 丁酰柠檬酸三正己酯（Butyryl trihexyl citrate, BTHC, trihexyl o-butyryl citrate），和PVC相容
  - 檸檬酸三甲酯（Trimethyl citrate, TMC），和PVC相容
- 环己烷-1,2-二羧酸二异壬酯（英语：1,2-Cyclohexane dicarboxylic acid diisononyl ester）（BASF的註冊商標為DINCH），可用作食品包裝、醫療器材及兒童玩具，此塑化劑和包括PVC在內的大部份聚合物相容。

## 其他領域的塑化劑

### 混凝土中的塑化劑
混凝土使用的塑化劑也稱為減水劑、高效减水剂或超級塑化劑，可在混凝土凝固之前增加其流動性及加工性，方便施工。
一般混凝土的含水量越高，其流動性及加工性越好。但在混凝土有足夠的水份時，混凝土凝固後的強度和含水量恰成反比。因此若要混凝土有高強度，混凝土的水量不能過多，此時的加工性就會變差，塑化劑可以在不影響混凝土的加工性的條件下減少其含水量（因此稱為減水劑），同時也提昇混凝土的強度。若混凝土中加入了Pozzolana火山灰時，也會加入塑化劑來提昇強度。生產高強度混凝土或纖維強化混凝土時，常用此方式來提昇強度。
一般在混凝土中加入其質量1至2%的塑化劑就可以發揮效果。太多塑化劑會使得混凝土過度分離，因此一般不建議。依混凝土中成份的不同，太多塑化劑也可能會造成缓凝作用（retarding effect）。
塑化劑通常是由木質素磺酸盐加工而成。超級塑化劑一般由萘磺酸縮合物或是磺化三聚氰胺甲醛所製成，有些較新型的超級塑化劑是由聚羧酸醚（PCE）所製成。
不論是傳統木質素磺酸盐的塑化劑，或是以萘磺酸或以磺化三聚氰胺為基礎的超級塑化劑，都是利用相同電性的電荷會互相排斥的原理驱散絮凝的混凝土颗粒（細節請參照膠體條目）。 這些由木質素、萘或三聚氰胺所得的塑化劑都屬於有機聚合物，塑化劑的長分子會包住混凝土粒子，提供負電荷，使混凝土粒子之間因同帶負電而互相排斥。
聚羧酸醚類的超級塑化劑是利用空间位阻稳定的機制使混凝土颗粒分散，和上述塑化劑利用同電性靜電互相排斥的原理不同，這種分散機制的效果較強，對混凝土加工性的提昇效果可以維持較長的時間。
在古羅馬時期，羅馬人為了增加混凝土的加工性，會將動物脂肪、牛奶及血加入混凝土中。

### 石膏乾壁中的塑化劑
石膏乾壁中使用的塑化劑也稱為分散劑，可增加石膏凝固之前的加工性。為了減少使乾壁乾燥所需的能量，在製作時會加入較少的水，此時的加工性就會變差，加入塑化劑可以改善其加工性。
一般而言一平方呎(MSF)大小、1/2英吋厚（即15 g/m2）的乾壁加入2磅的塑化劑即可。若加入過量的塑化劑，會出現缓凝作用，也會使石膏乾壁的強度變差。
石膏乾壁中使用的塑化劑通常是由木質素磺酸盐加工而成。高效塑化劑是由萘磺酸縮合物或聚羧酸醚製成，其用量只需一般木質素塑化劑的1/2到1/3。
石膏乾壁塑化劑的工作原理和混凝土塑化劑的工作原理大致相近。塑化劑的有機聚合物長分子會包住混凝土粒子，提供負電荷，使石膏粒子之間因同帶負電而互相排斥，增加可加工性。

### 含能材料中的塑化劑
含能材料及烟火药剂一般會使用增塑劑，一方面可以改善推進劑的本身或其粘合劑的物理性質，另一方面也可以當成輔助燃料，提昇單位質量燃料所提供的推進力（即比衝）。在固態火箭推进剂及無煙火藥中特別需要增塑劑改善物理性質或提昇比衝。
可提昇比衝的增塑剂一般稱為含能增塑剂（energetic plasticizer）。其優點是可減少推進劑的質量，增加火箭酬載或提昇其最大速度。不過有時因為安全或是成本因素，仍然會使用無法提昇比衝的增塑剂。太空梭固体火箭助推器的燃料一般會使用稱為端羟基聚丁二烯（HTPB）的合成橡膠為其增塑剂。
如下是常用於固態火箭推进剂及無煙火藥中的含能增塑剂列表
- 硝酸甘油（硝酸甘油酯，簡稱NG或nitro）
- 丁三醇三硝酸酯（英语：Butanetriol trinitrate）（BTTN）
- 二硝基甲苯（DNT）
- 甲基异丁三醇三硝酸酯（英语：Trimethylolethane trinitrate）（TMETN，METN）
- 二甘醇二硝酸酯（英语：Diethylene glycol dinitrate）（DEGDN，DEGN）
- 二缩三乙二醇二硝酸酯（英语：Triethylene glycol dinitrate）（TEGDN，TEGN）
- 双(2,2-二硝基丙基)甲缩醛（Bis(2,2-dinitropropyl)formal，BDNPF）
- 双(2,2-二硝基丙基)乙缩醛（Bis(2,2-dinitropropyl)acetal，BDNPA）
- 2,2,2-Trinitroethyl 2-nitroxyethyl ether（TNEN）

NG及BTTN因為含有二級醇，其熱穩定性較差。TMETN、DEGDN、BDNPF及BDNPA提昇比衝的效果較小。NG及DEGN的蒸氣壓較高。

### 藥品中的塑化劑
臺灣目前核准Dibutyl phthalate (DBP)及Diethyl phthalate (DEP)可添加於藥品作賦形劑。藥品許可證系統中，Dibutyl phthalate 有10項。 Diethyl phthalate有30項。

## 外部連結
- （繁體中文）臺灣博碩士論文知識加值系統 （页面存档备份，存于）
- 環境激素問與答 （页面存档备份，存于） - 綠色和平